# 仁壁神社

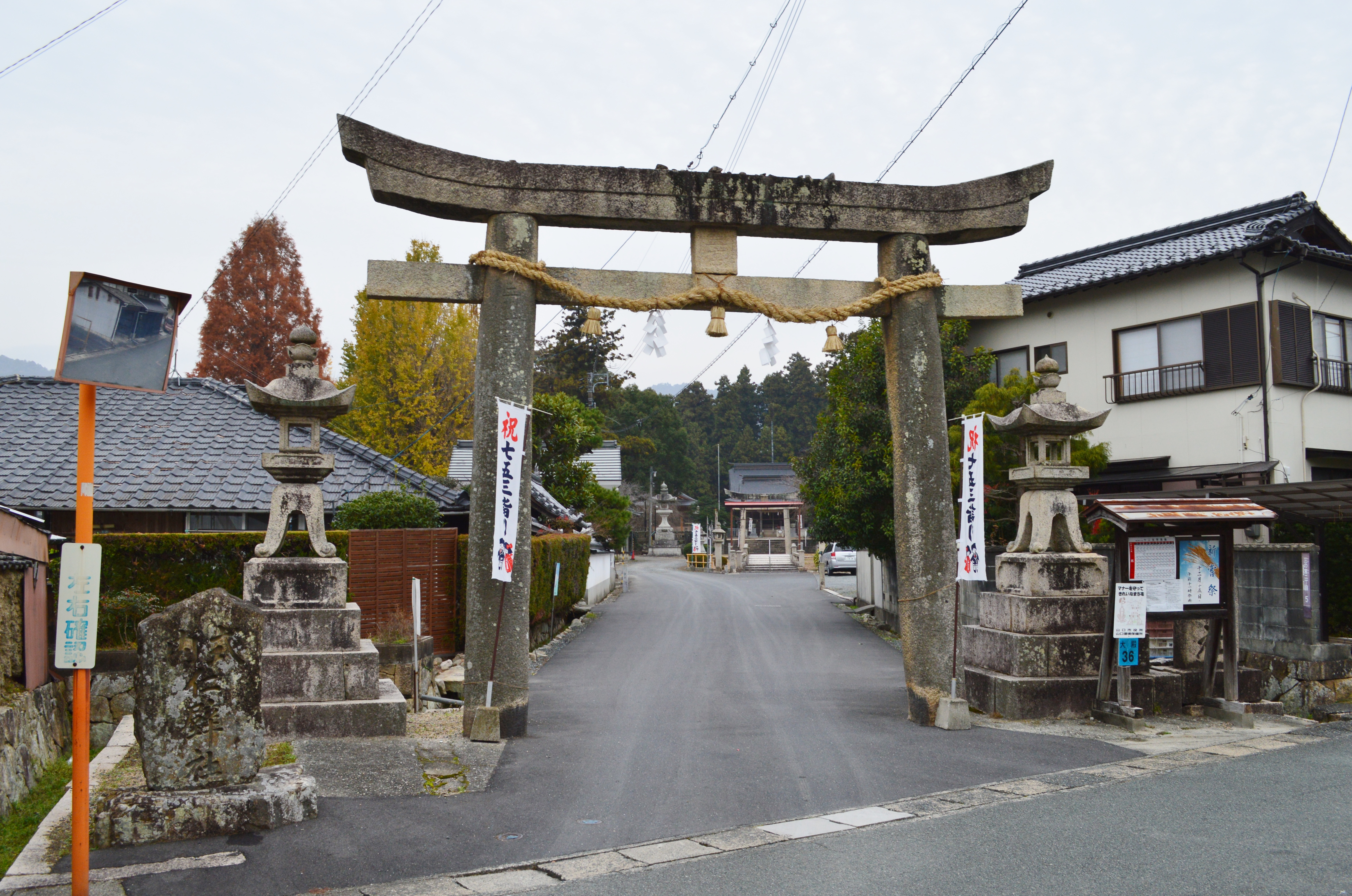
鳥居

仁壁神社（にかべじんじゃ）は、山口県山口市三の宮にある神社。式内社、周防国三宮で、旧社格は県社。

## 祭神
現在の祭神は次の通り。
主祭神
- 右殿：下照姫命（したてるひめのみこと）
- 中殿：表筒男命（うわつつのおのみこと）・中筒男命（なかつつのおのみこと）・底筒男命（そこつつのおのみこと）
- 左殿：味耜高彦根命（あじすきたかひこねのみこと）

配祀神
- 瑞珠殿：神産日神（かみむすびのかみ）ほか7柱

延長5年（927年）成立の『延喜式』神名帳における祭神の記載は1座。当初の祭神については下照姫命とする説があるほか、『仁壁神社鎮座考』では味鋤高彦根命を主神、下照姫命を相殿神として、住吉三神を合祀とする。

## 歴史

### 創建
創建は不詳。社伝では、崇神天皇7年に各地の神社の神封戸を定めたときに、当社にも宮野庄を神封戸としてあてたとする。
元は宮野下村に鎮座していたが、現在地で一日中玉光が飛ぶ奇瑞があったとして、長治元年（1104年）に現在地に遷座したという。

### 概史
国史では天安2年（858年）に「仁壁神」の神階が正六位上から従五位下に、貞観9年（867年）に「仁璧神」の神階が従四位下に昇叙された旨が記されている。
延長5年（927年）成立の『延喜式』神名帳では周防国吉敷郡に「仁壁神社」と記載され、式内社に列している（吉敷郡では唯一）。
その後、天慶2年（939年）・永保元年（1081年）・治承4年（1180年）・元暦4年（文治3年、1187年）に神階が昇叙され、正三位に達している。
建久6年（1195年）の「周防宮野荘立券文」には「仁戸宮社」と見え、社領として6丁下品上生20歩・田3丁9段中品中生20歩・畠2丁上品下生と記されている。
周防国においては古くから玉祖神社（一宮）・出雲神社（二宮）に次ぐ三宮に位置づけられ、明応6年（1494年）に九州の戦陣から帰った大内義興が周防国内5社に戦勝報告をした際にも3番目に参詣を受けている。
永禄12年（1569年）に大内輝弘が山口に乱入（大内輝弘の乱）した際に焼失したが、毛利輝元により再建。正徳2年（1712年）に再び社殿を焼失し、享保5年（1720年）に毛利吉元によって再建された。
明治維新後、明治6年（1873年）に近代社格制度において県社に列している。
平成9年（1997年）、火災（放火）により享保5年以来の社殿を焼失。平成12年（2000年）に本殿、平成13年（2001年）に拝殿・幣殿、平成22年（2010年）に神楽殿が再建されている。

### 神階
- 天安2年（858年）2月16日、正六位上から従五位下（『日本文徳天皇実録』） - 表記は「仁壁神」。
- 貞観9年（867年）3月10日、従五位下から従四位下（『日本三代実録』） - 表記は「仁璧神」。

## 境内

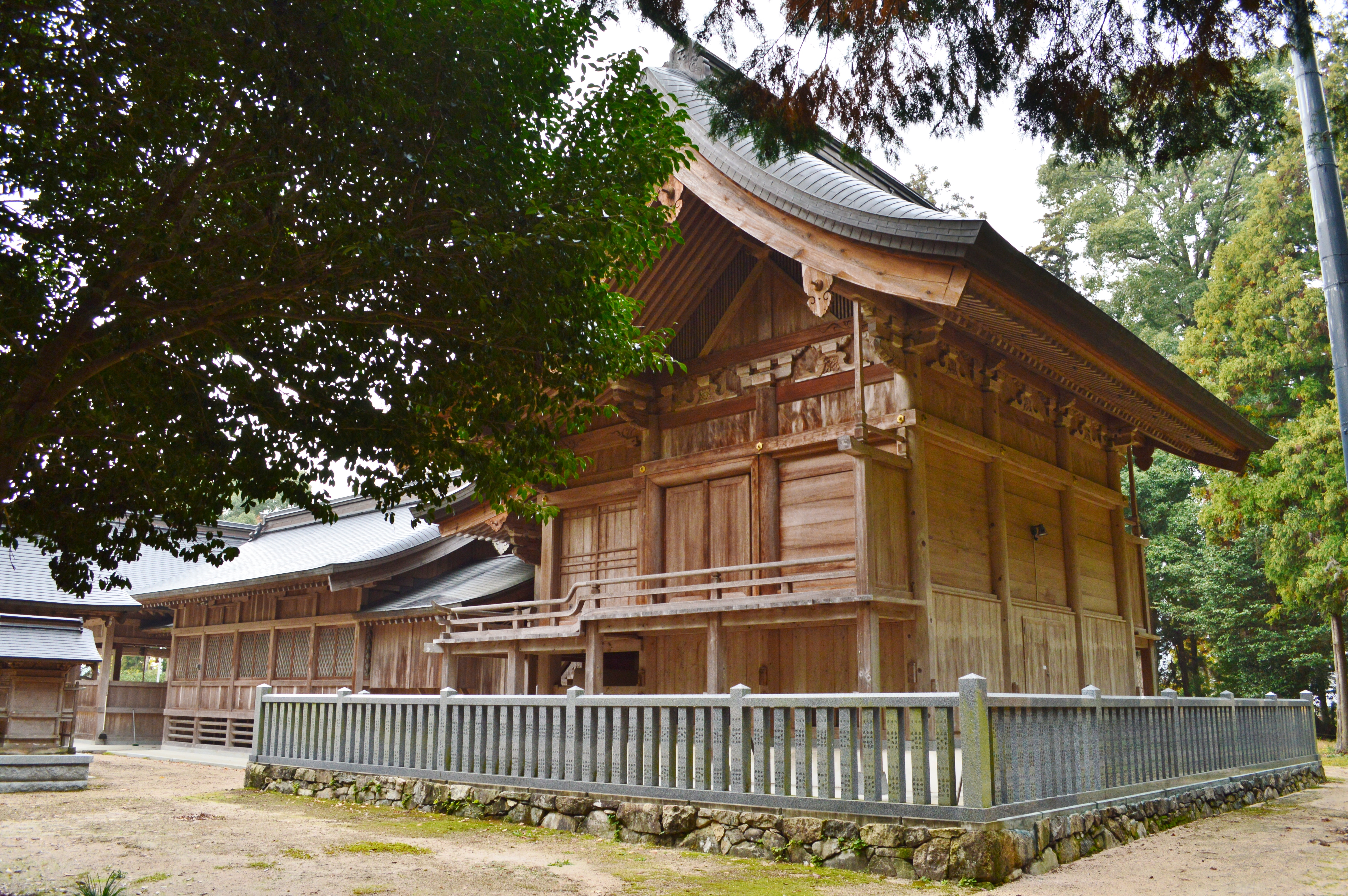
本殿
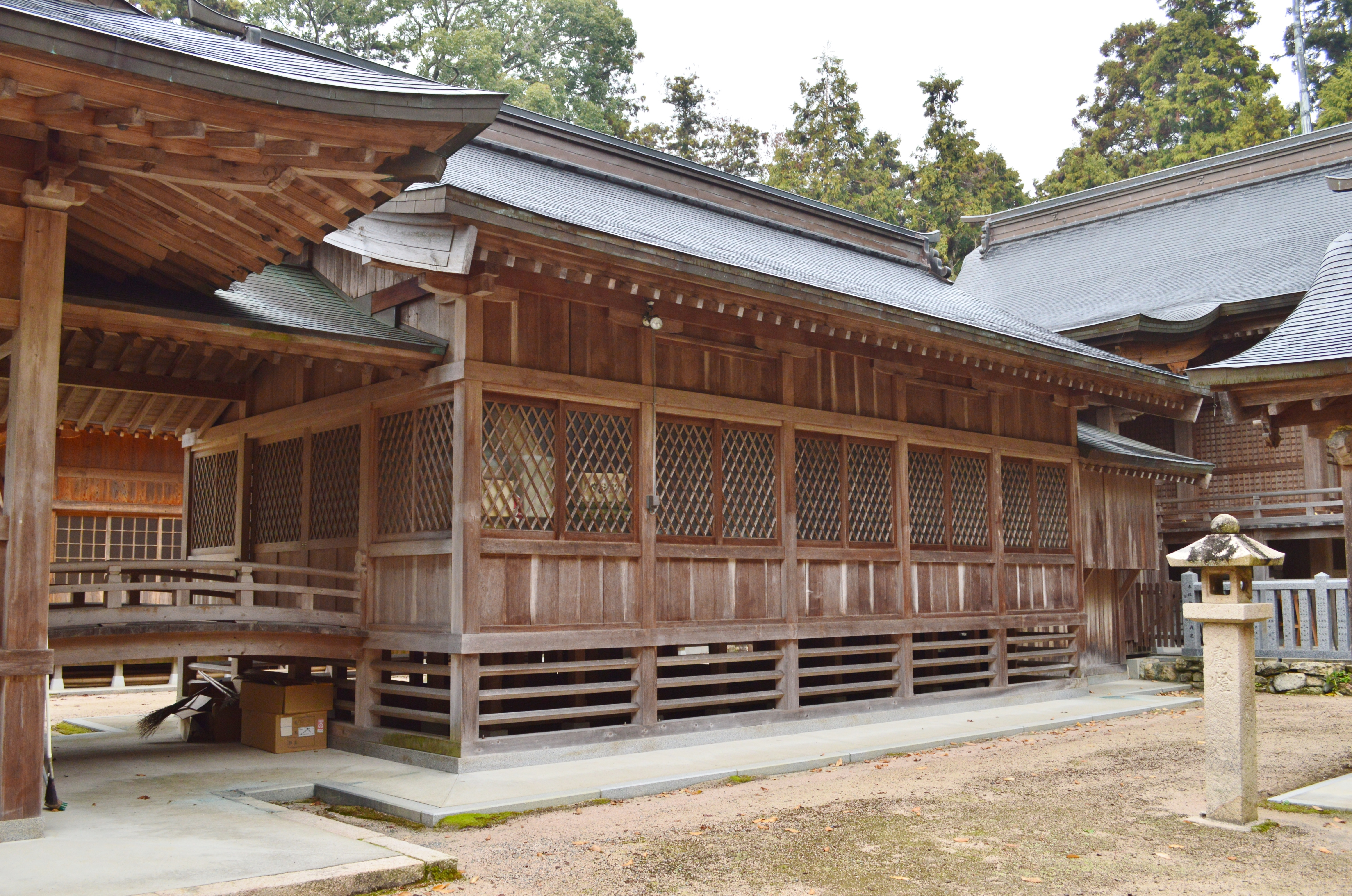
幣殿
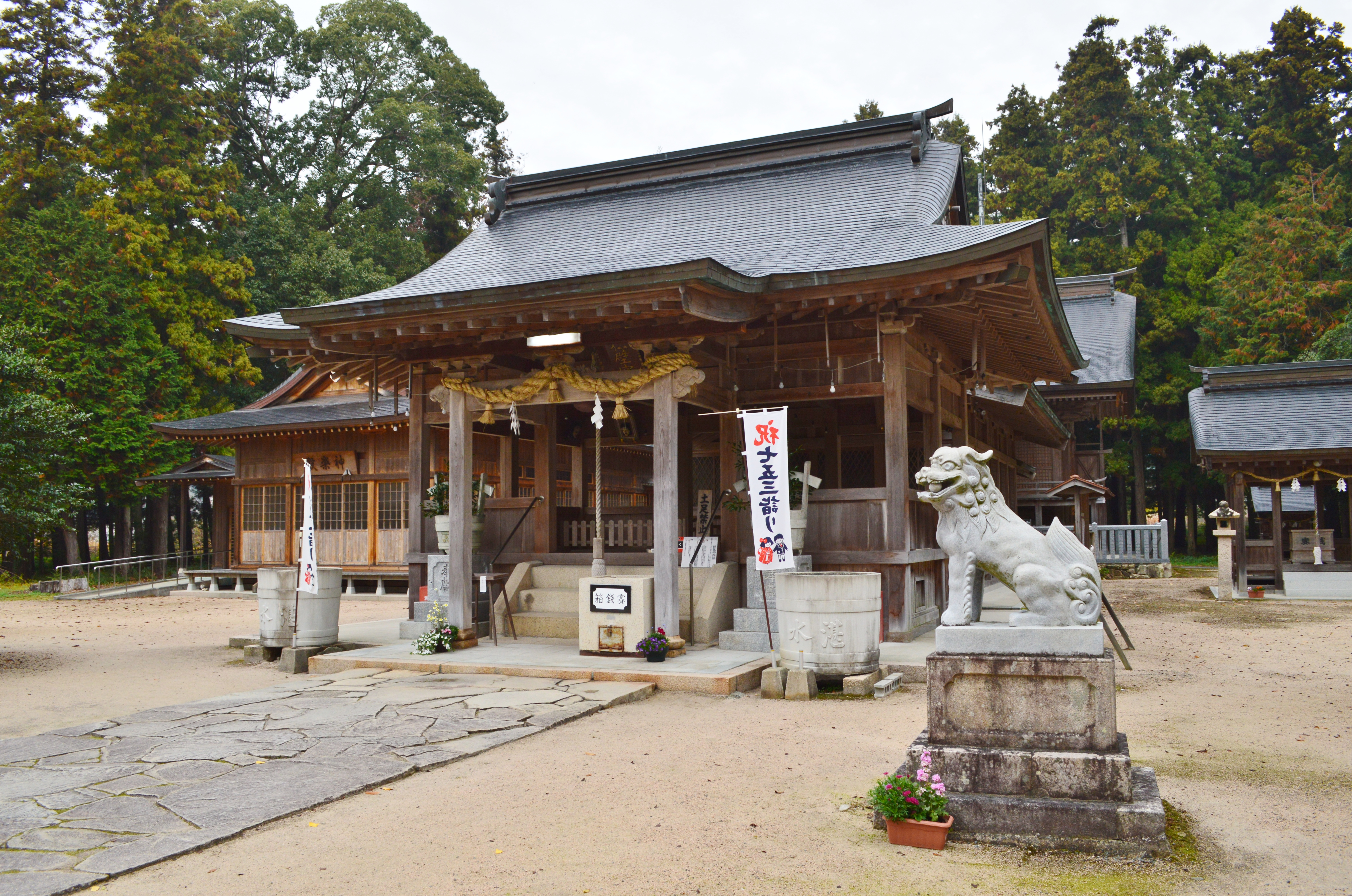
拝殿
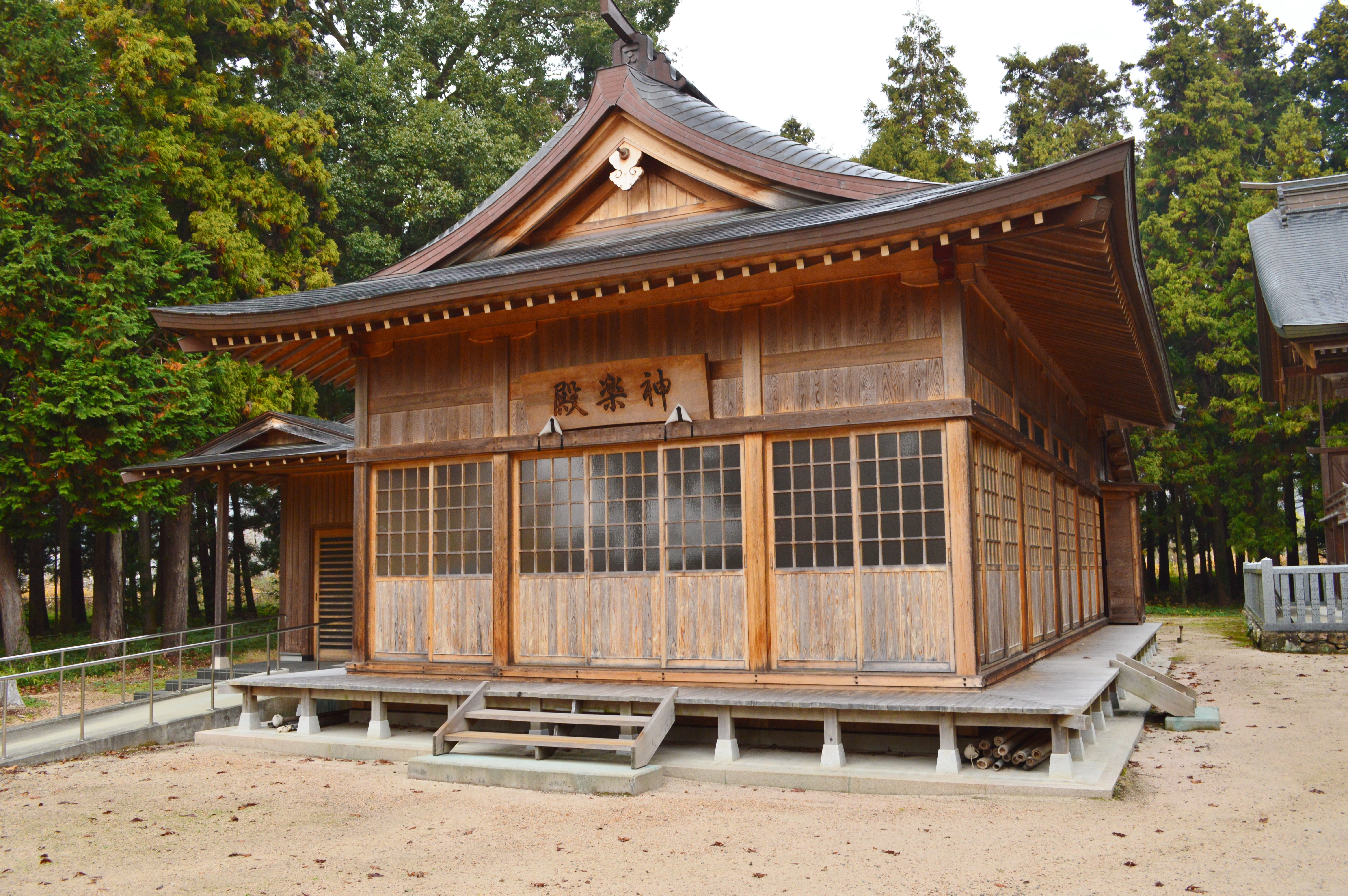
神楽殿

## 文化財

### 山口市指定文化財
- 有形文化財
  - 木造獅子頭（彫刻） - 江戸時代初期、慶長13年（1608年）の作。総長55.7センチメートル。昭和57年（1982年）3月2日指定[1]。

なお本殿が昭和52年（1977年）11月11日に山口県指定有形文化財に指定されていたが、平成9年（1997年）に焼失している。

## 交通アクセス
- 鉄道：西日本旅客鉄道（JR西日本）山口線 上山口駅または宮野駅